# Vyskeř
Vyskeř je obec v okrese Semily v Libereckém kraji. Žije zde 410 obyvatel. Nachází se na úpatí stejnojmenného vrchu Obec leží uprostřed největší, západní části Chráněné krajinné oblasti Český ráj, která je zároveň součástí Geoparku Český ráj, zařazeného od roku 2015 jako jediný geopark České republiky do sítě globálních geoparků UNESCO.

## Historie
První písemná zmínka o obci pochází z roku 1318.

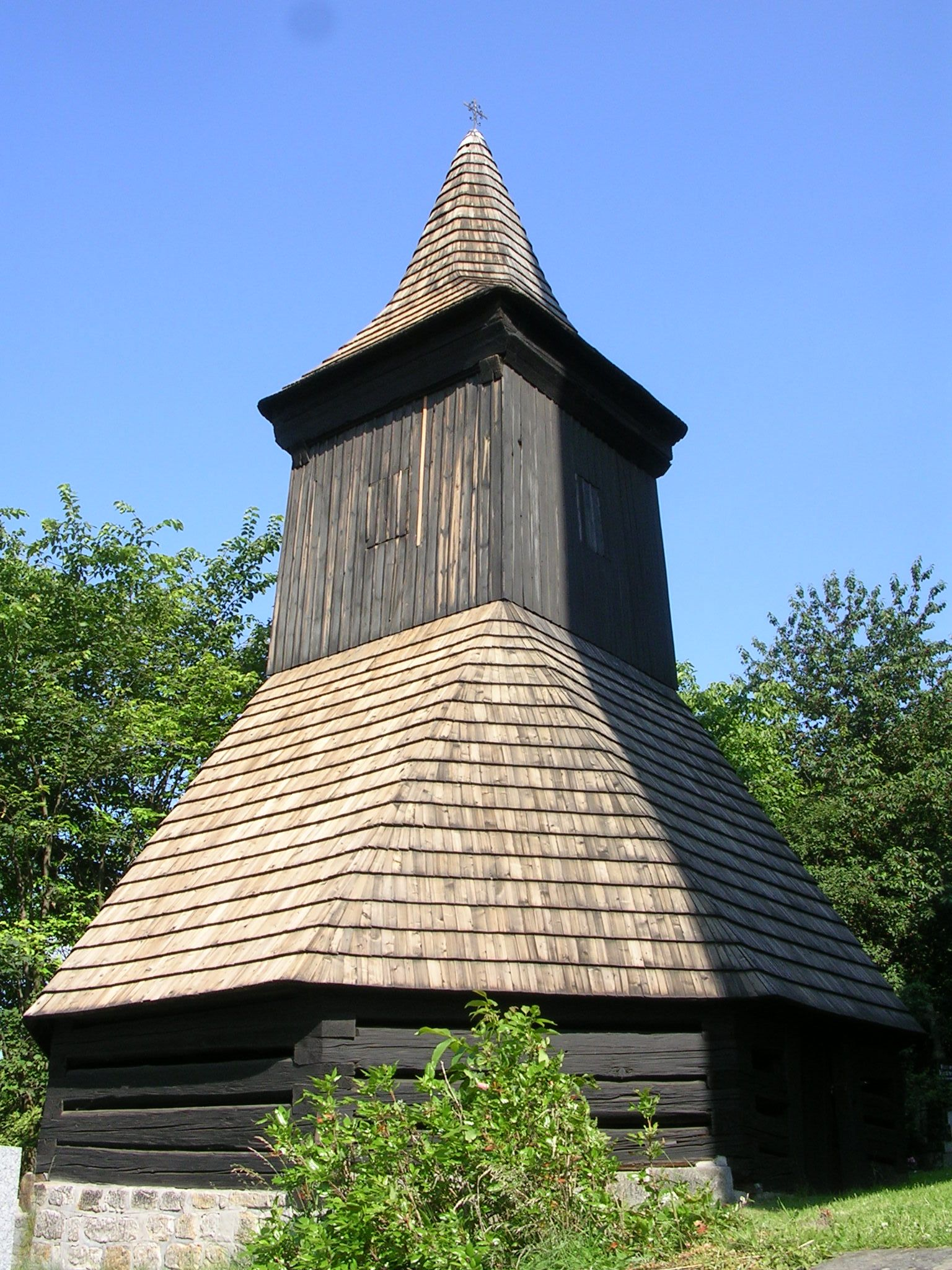
Zvonice

V roce 1821 byla v obci zřízena dvojtřídní farní škola, v letech 1838-1840 postavena samostatná školní budova. Byla to jednopatrová kamenná stavba, na níž byly v roce 1841 umístěny bicí hodiny. Do školy docházeli žáci i ze širšího okolí, od roku 1879 byla škola přeměněna na trojtřídní a měla kolem 200 žáků. V roce 1978 zůstalo ve škole pouze devět dětí a byla proto zrušena.
V roce 1869 byla v obci založena místní knihovna a v roce 1897 kampelička. Hasičský sbor v obci vznikl v roce 1882, podnětem byl zřejmě tragický požár Národního divadla, k němuž došlo 12. srpna 1881. V druhé polovině 19. století byly ve vsi tři hostince, k nimž od roku 1878 ještě přibyl hostinec U českého lva, který byl v roce 1902 přebudován na katolickou faru. Na počátku 21. století zůstalo ve Vyskři jen jedno pohostinské zařízení.

### Závody do vrchu
Ve 20. století se obec Vyskeř zapsala do povědomí československé veřejnosti známými automobilovými závody do vrchu. První ročník závodu do vrchu se uskutečnil 9. října 1966 jako náborový a propagační, jeho pořadatelem byly Automotoklub Doubrava-Žďár spolu s Automotoklubem Mladá Boleslav. V letech 1970 a 1971 byl závod pořádán jako mistrovství ČSSR. Celkem se mezi roky 1966 až 1995 uskutečnilo 22 ročníků tohoto závodu.

## Obyvatelstvo
| Rok            | 1869  | 1880 | 1890  | 1900  | 1910  | 1921 | 1930 | 1950 | 1961 | 1970 | 1980 | 1991 | 2001 | 2011 | 2021 |
| -------------- | ----- | ---- | ----- | ----- | ----- | ---- | ---- | ---- | ---- | ---- | ---- | ---- | ---- | ---- | ---- |
| Počet obyvatel | 1 041 | 963  | 1 048 | 1 062 | 1 030 | 978  | 863  | 593  | 540  | 443  | 394  | 341  | 375  | 394  | 416  |
| Počet domů     | 159   | 172  | 190   | 193   | 197   | 195  | 202  | 216  | 163  | 150  | 133  | 195  | 210  | 224  | 233  |

## Obecní správa

### Části obce
- Vyskeř
- Drahoňovice
- Lažany
- Mladostov
- Poddoubí
- Skalany

### Obecní symboly
Znak a vlajka byly obci uděleny rozhodnutím předsedkyně Poslanecké sněmovny Parlamentu České republiky dne 5. prosince 2012.

## Pamětihodnosti
- Kostel Nanebevzetí Panny Marie, původně gotický, upraven 1914.
- Osmiboká zvonice
- Skupina stromů na Vyskři u hřbitova, památné stromy podél hřbitovní zdi, u kostela
- Křížová cesta na vrch Vyskeř[11]
- Kaple svaté Anny na Hůře
- Socha svatého Jana Nepomuckého na návsi
- Pekařova brána – na silnici z Lažan do Libošovic
- Přírodní rezervace Podtrosecká údolí

## Doprava
V blízkosti obce není žádná železniční trať. Autobusové spojení je zajišťováno pravidelnými linkami mezi Vyskří a Turnovem. Vyskeř je také důležitou zastávkou na trase letních autobusových spojů, zajišťujících dopravu z Jičína a Turnova na některá turisticky zajímavá místa, jako je například zámek Hrubá Skála nebo okolí Trosek.

## Osobnosti
- Josef Hamáček-Nesvadba (1822–1876), český dirigent a skladatel, narozený ve Vyskři, zesnulý a pohřbený v Darmstadtu v Hesensku. [13]